# Ally Brooke

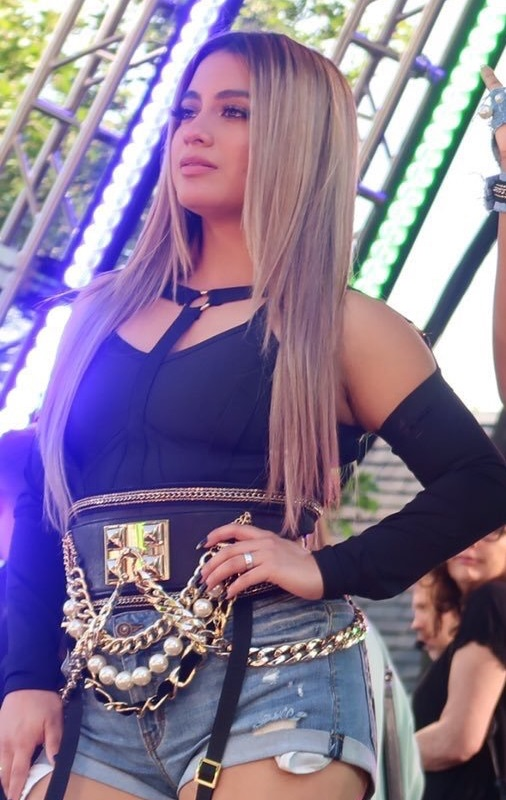
Ally Brooke (2017)

Allyson „Ally“ Brooke Hernandez (* 7. Juli 1993 in San Antonio, Texas, Vereinigte Staaten) ist eine US-amerikanische Sängerin, die vor allem als Mitglied der Girlgroup „Fifth Harmony“ bekannt ist, die in der zweiten Staffel der US-amerikanischen Ausgabe von The X Factor gegründet wurde. Seit 2017 ist sie als Solo-Künstlerin beim Plattenlabel Atlantic Records aktiv.

## Leben
Brooke wurde als Tochter von Jerry Hernandez und Patricia Castillo in der texanischen Metropole San Antonio geboren, wo sie auch aufwuchs. Sie war eine Frühgeburt und kam 6 Wochen zu früh auf die Welt. Sie ist mexikanischer Abstammung und hat einen älteren Bruder. Sie besuchte die Cornerstone Christian Elementary School in San Antonio und absolvierte ihren High-School-Abschluss via Hausunterricht. Sie bezeichnet die texanische Sängerin Selena Quintanilla-Pérez als einen maßgeblichen Einfluss.

## Karriere

### The X Factor und Fifth Harmony

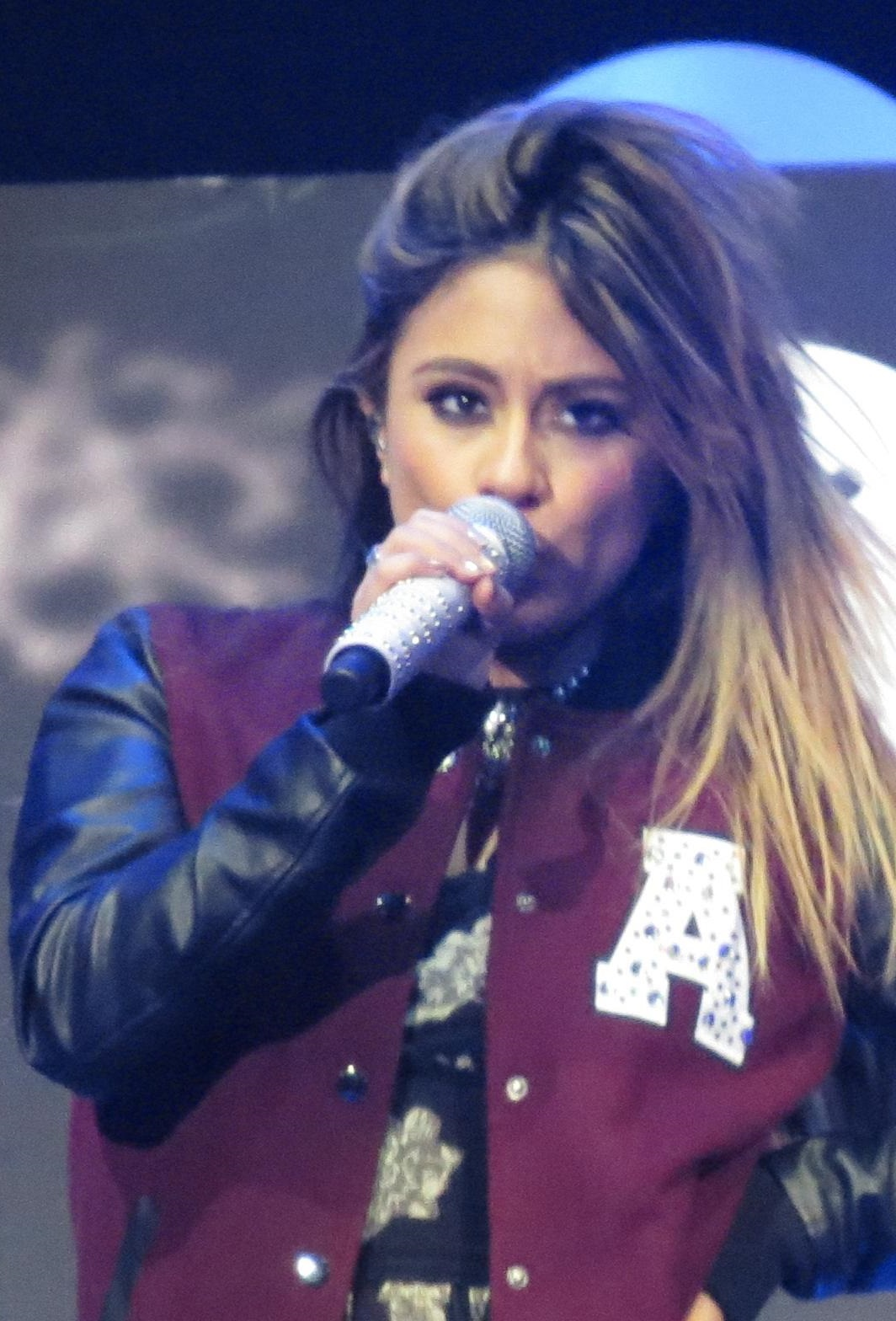
Ally Brooke live mit Fifth Harmony beim Jingle Ball Tampa Florida 2013

Brooke nahm mit dem Lied On My Knees von Jaci Velasquez bei den Auditions von The X Factor in Austin, nahe ihrer Heimatstadt San Antonio teil. In ihrer Bootcamp-Runde sang sie im Duell gegen Jullia Bullock das Lied Knockin’ on Heaven’s Door. Sie schied während dieser Runde aus, wurde aber zusammen mit Dinah Jane, Normani, Lauren Jauregui und Camila Cabello als Girlgroup Fifth Harmony wieder ins Rennen gebracht. Die Gruppe schaffte es bis in die Live-Shows und erreichte den dritten Platz.
Nach dem Finale von The X Factor unterschrieben Fifth Harmony einen Plattenvertrag bei „Syco Music“ und „Epic Records“. Die Gruppe veröffentlichte ihre erste EP Better Together im Jahr 2013, gefolgt von den Studioalben Reflection im Jahr 2015 und 7/27 im Jahr 2016. Am 25. August 2017 erschien ihr selbstbetiteltes drittes Studioalbum Fifth Harmony. Am 19. März 2018 verkündete die Gruppe, dass sie sich vorerst auf ihre Soloprojekte konzentrieren wollen.

### Solokarriere

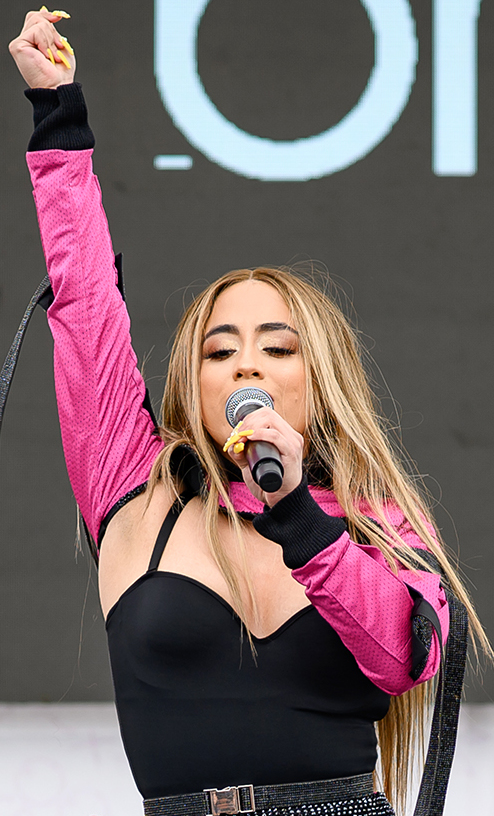
Ally Brooke (2019)

Bereits zu Fifth-Harmony-Zeiten war Brooke auch solo zu hören. Gemeinsam mit dem US-amerikanischen DJ-Duo Lost Kings war sie neben dem Rapper A$AP Ferg in dem Lied Look at Us Now zu hören. Das Lied wurde am 9. Juni 2017 veröffentlicht. Für den Juli 2017 war ein Debüt-Solokonzert von Brooke in São Paulo angesetzt, die Show wurde jedoch abgesagt. Zusammen mit dem spanischen Opernsänger Plácido Domingo trat sie am 24. Januar 2018 für zwei Lieder im Lila Cockrell Theatre des Convention Centers in San Antonio auf. Am 26. Januar 2018 veröffentlichte der deutsche DJ und Produzent Topic das Lied Topic, bei dem Brooke den Gesang beisteuerte. Parallel erschien auch das offizielle Musikvideo, in dem sie zu sehen ist. Sie sang das Lied während einer Folge von „Nick Cannon Presents: Wild ’n Out“ sowie des WE Days in Illinois im März 2018. In Deutschland und Österreich konnte das Lied in die offiziellen Single-Charts vorrücken.
Anfang 2018 schloss sich Brooke den anderen Mitgliedern von Fifth Harmony in einer Episode von Lip Sync Battle an und führte ein Medley aus Liedern von Selena und Jennifer Lopez auf. Im März 2018 sang Brooke während der Red-Carpet-Show der Oscarverleihung 2018, übertragen in der TV-Show E! News, ein Medley verschiedener Oscar-prämierter Lieder wie Beauty and the Beast und My Heart Will Go On. Am 12. März 2018 unterzeichnete sie einen Plattenvertrag bei „Maverick Entertainment“. Brooke war in einer Episode der zweiten Staffel von Famous in Love als sie selbst zu sehen.
Im April 2018 bestätigte Brooke, dass sie mit dem Produzententeam 1500 or Nothin’ an ihrem Debüt-Soloalbum arbeite. Im August 2018 wurde bekannt, dass Brooke einen Plattenvertrag mit „Latium Entertainment“ beziehungsweise „Atlantic Records“ unterzeichnet hat. Das Unternehmen gab außerdem bekannt, dass Brooke voraussichtlich im Herbst 2018 ihre erste Solo-Single veröffentlichen würde.
Am 13. November 2018 gab sie bekannt, dass sie am 16. November 2018 eine Coverversion des Weihnachtsklassikers Last Christmas von Wham! als Single veröffentlichen werde. Beim „Fusion Festival“ in Liverpool präsentierte sie eine Zusammenarbeit mit dem US-amerikanischen DJ-Trio Kris Kross Amsterdam und Rapper Messiah, die den Titel Vámonos trägt und am 23. November 2018 veröffentlicht wurde.
Am 31. Januar 2019 veröffentlichte Brooke zusammen mit dem Rapper Tyga ihre Debüt-Single Low Key, die sie auf dem Orange Carpet bei den Nickelodeon Kids’ Choice Awards und bei der Late Late Show vorstellte. Brooke ging außerdem auf eine Promotion Tour in der sie unter anderem in Berlin am 29. April bei einem Hangout von der Bravo ihren Song vorstellte.
Am 24. Mai 2019 veröffentlichte sie ihre zweite Single Lips Don‘t Lie  mit dem Rapper A Boogie wit da Hoodie . Von September bis November 2019 macht sie in der 28. Staffel der  US-amerikanischen Tanzsendung Dancing with the Stars mit, wo sie den dritten Platz belegte. Am 16. September 2019 veröffentlichte sie ihre dritte Single Higher.
Im Januar 2020 kündigte Ally Brooke ihre erste Solo Tour Time To Shine an. Die Tour startete im März 2020, jedoch wurde die Tournee nach einer Woche abgesagt, aufgrund der COVID-19-Pandemie. 
Am 13. Oktober 2020 erschien ihr Buch Finding Your Harmony. In dem Buch erzählt Brooke über ihre Kindheit und ihren Einstieg in der Musik Industrie.

## Soziales Engagement
Neben Fifth Harmony war Brooke für verschiedene Wohltätigkeitsorganisationen wie DoSomething.org und die Ryan Seacrest Foundation tätig. Sie hat auch an Aktivitäten der ASPCA teilgenommen. Brooke ist Botschafter für March of Dimes, eine gemeinnützige Organisation, die sich der Vorbeugung vor Frühgeburten, Geburtsfehlern und der Kindersterblichkeit widmet. Am 23. Dezember 2016 veranstaltete sie in ihrer Heimatstadt San Antonio einen so genannten „Toy Drive“, der Kindern in den örtlichen Krankenhäusern zugutekam.

## Diskografie

### Singles
Charterfolge

| Jahr | Titel Album | Höchstplatzierung, Gesamtwochen, AuszeichnungChartplatzierungen (Jahr, Titel, Album, Platzierungen, Wochen, Auszeichnungen, Anmerkungen) | Höchstplatzierung, Gesamtwochen, AuszeichnungChartplatzierungen (Jahr, Titel, Album, Platzierungen, Wochen, Auszeichnungen, Anmerkungen) | Höchstplatzierung, Gesamtwochen, AuszeichnungChartplatzierungen (Jahr, Titel, Album, Platzierungen, Wochen, Auszeichnungen, Anmerkungen) | Anmerkungen                                       |
| Jahr | Titel Album | DE | AT | CH | Anmerkungen                                       |
| ---- | ----------- | --- | --- | --- | ------------------------------------------------- |
| 2018 | Perfect     | DE98 (1 Wo.)DE | AT73 (1 Wo.)AT | — | Erstveröffentlichung: 26. Januar 2018 feat. Topic |

Weitere Singles
- 2018: Last Christmas (Promo) (Original: Wham!)
- 2018: The Truth Is in There (Promo)
- 2018: Vámonos (feat. Kris Kross Amsterdam & Messiah)
- 2019: Low Key (feat. Tyga)
- 2019: Lips Don’t Lie (feat. A Boogie wit da Hoodie)
- 2019: Higher (mit Matoma)
- 2019: No Good
- 2020: Fabulous
- 2020: 500 Veces (mit Messiah)
- 2020: What Are We Waiting For? (mit Afrojack)
- 2020: Gatekeeper (mit Fedde Le Grand)
- 2020: Baby I‘m Coming Home
- 2020: Feeling Dynamite (mit Joe Stone)
- 2021: Mi Musica
- 2022: Por Ti
- 2022: Tequila

### Gastbeiträge
- 2017: Look at Us Now (Lost Kings feat. Ally Brooke & A$AP Ferg)
- 2020: All Night (Afrojack feat. Ally Brooke)
- 2020: Like You Do (Florian Picasso feat. Ally Brooke & GASHI)

## Filmografie
| Jahr    | Name                           | Rolle      | Anmerkungen                                   |
| ------- | ------------------------------ | ---------- | --------------------------------------------- |
| 2012–13 | The X Factor                   | Sie selbst | 22 Episodes (2012) Gast: eine Episode (2013)  |
| 2014    | Faking It                      | Sie selbst | Episode: Himmelhoch jauchzend, zu Tode betrüb |
| 2015    | Barbie: Life in the Dreamhouse | Sie selbst | Episode: Der Schwesterntag                    |
| 2016    | The Ride                       | Sie selbst | Episode: Fifth Harmony: The Ride              |
| 2018    | Lip Sync Battle                | Sie selbst | Episode: Fifth Harmony                        |
| 2018    | Wild ’n Out                    | Sie selbst | Episode: International Women’s Day Special    |
| 2018    | Famous in Love                 | Sie selbst | Episode: Totes on a Scandal                   |
| 2018    | Sugar                          | Sie selbst | Eine Episode                                  |
| 2019    | Ridiculousness                 | Sie selbst | Eine Episode                                  |
| 2019    | Dancing with the Stars         | Sie selbst | Kandidatin                                    |
| 2020    | Die Casagrandes                | Alisa      | Eine Episode                                  |

## Auszeichnungen und Nominierungen
| Jahr | Auszeichnung             | Kategorie                    | Werk                | Ergebnis  |
| ---- | ------------------------ | ---------------------------- | ------------------- | --------- |
| 2018 | Teen Choice Awards       | Choice Electronic/Dance Song | Perfect (mit Topic) | Nominiert |
| 2019 | iHeartRadio Music Awards | Best Solo Breakout           | sich selbst         | Nominiert |